# مسيرة (طائرة)

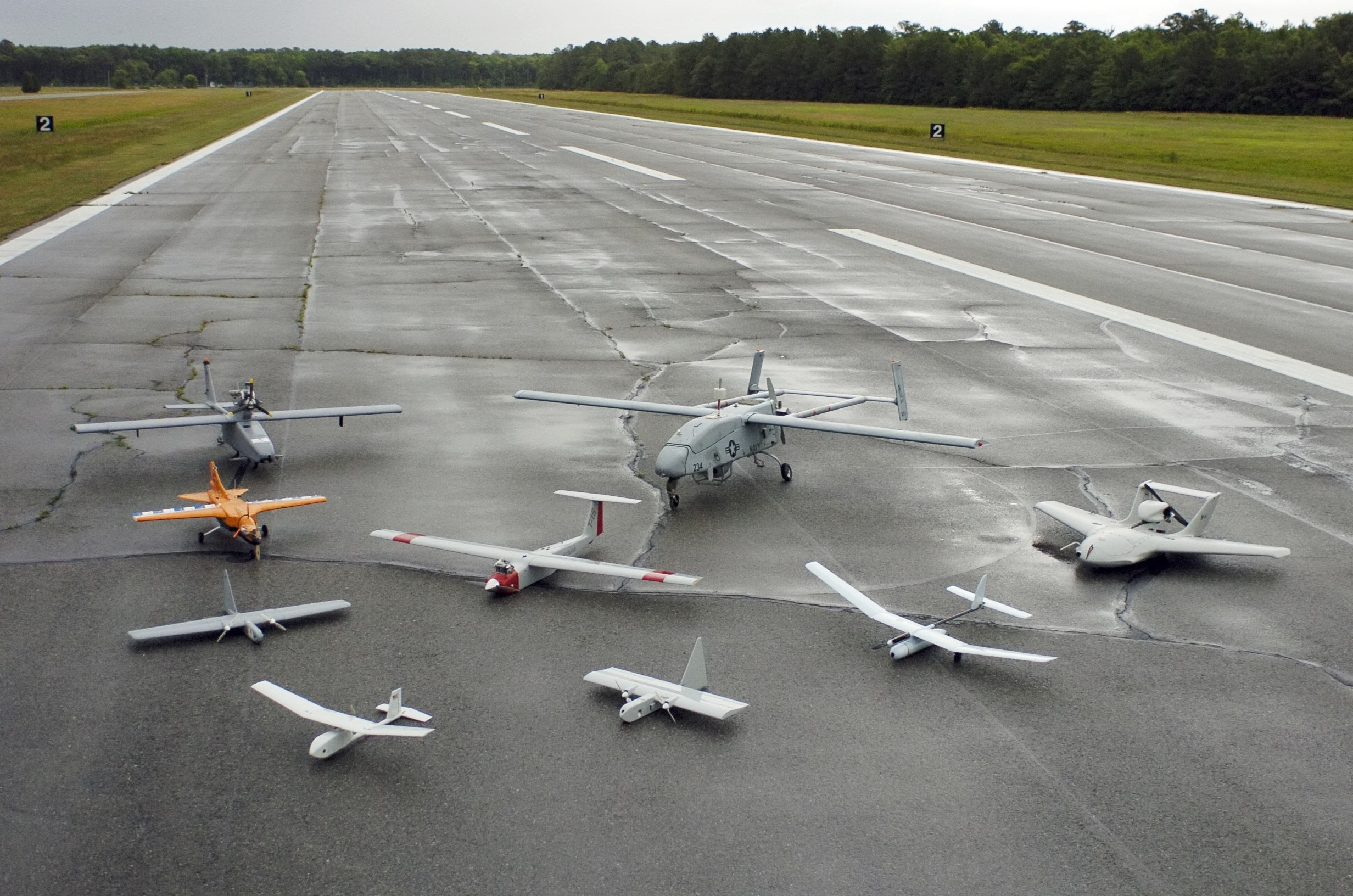
بعض نماذج مُسَيَّرَاتْ كبيرة وصغيرة تستخدمها البحرية الأمريكية (عام 2005)

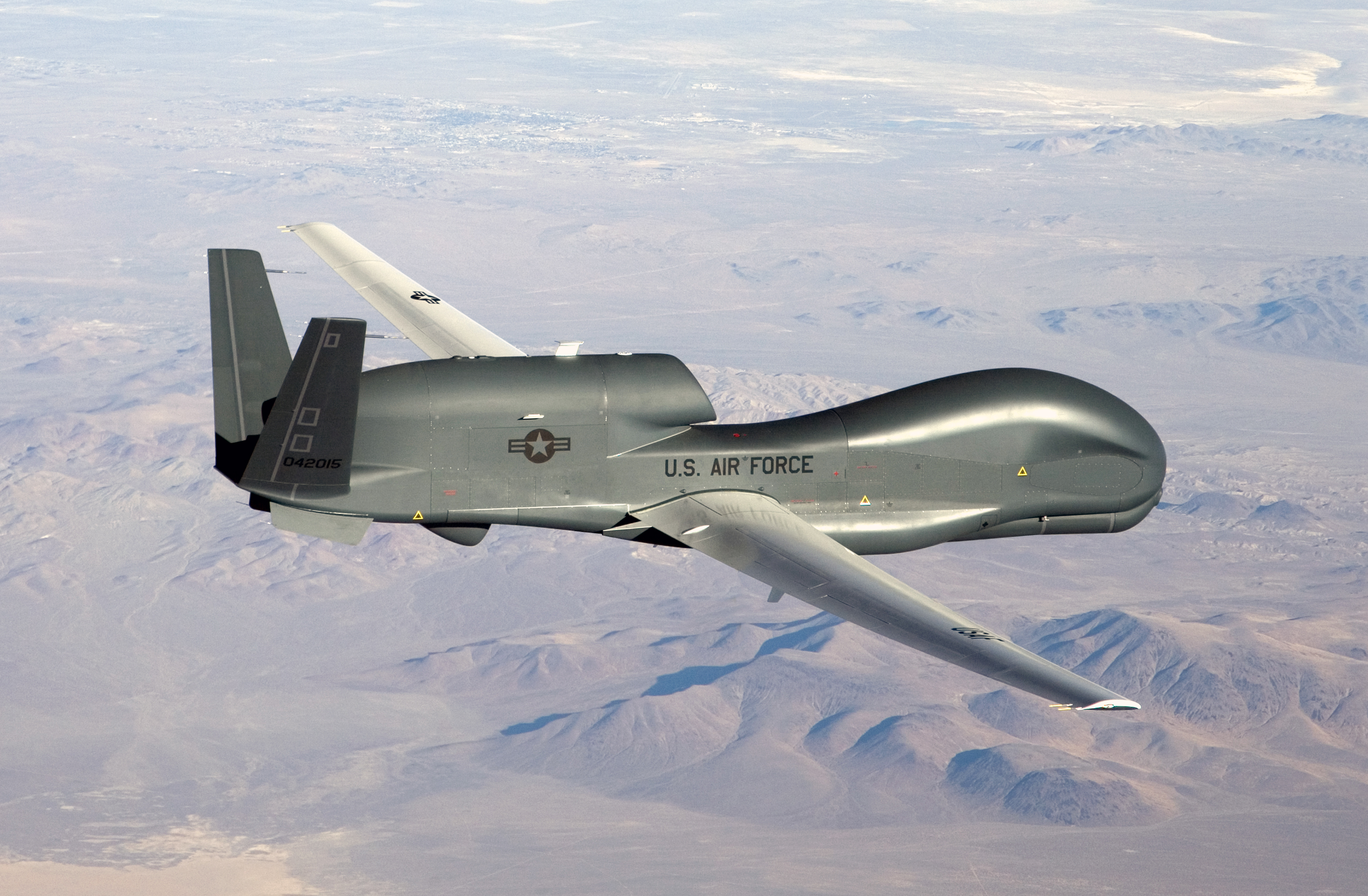
طائرة دون طيار من نوع جلوبال هوك أر إم-4

المُسَيَّرَة أو الطائرة بلا طيار أو الطائرة دون طيار أو الزنانة أو المُحلقة هي طائرة توجه عن بعد أو تبرمج مسبقًا لطريق تسلكه. في الغالب تحمل حمولة لأداء مهامها كأجهزة كاميرات أو حتى القذائف. الاستخدام الأكبر لها هو في الأغراض العسكرية كالمراقبة والهجوم لكن شهد استخدامها في الأعمال المدنية مثل مكافحة الحريق ومراقبة خطوط الأنابيب تزايدًا كبيرًا حيث تستخدم في المهام الصعبة والخطرة بالنسبة للطائرة التقليدية التي تزوّد بمقصورة، وطيّار أدوات التحكم، والمتطلبات البيئية مثل الضغط والأكسجين، وأدى التخلص من كل هذه الاحتياجات إلى تخفيف وزن الطائرة وتكلفتها. لقد غيرت هذه الطائرة طبيعة الحرب الجوية بحيث أصبح المتحكم بالطائرة غير معرّض لأي خطر حقيقي.

## التاريخ
- أول التجارب العملية كانت في إنجلترا سنة 1917 وقد طُوِّرَت هذه الطائرة دون طيار سنة 1924 كأهداف متحركة للمدفعية وكانت بداية فكرتها منذ أن سقطت طائرة التجسس الأمريكية (U-2) 1960 فوق روسيا ومشكلة الصواريخ الكوبية 1962. طائرة بدون طيار MQ_1 استخدمتها قوات الجيش الأمريكي في حرب الخليج والفارس
- أول استخدام لها عملياً في حرب فيتنام.
- اُسْتُخْدِمَت الطائرات دون طيار في حرب أكتوبر 1973. ولكن لم تحقق النتيجة المطلوبة فيها لضعف الإمكانيات في ذلك الوقت ووجود حائط الصواريخ المصري.
- أول مشاركة فعالة لها كانت في معركة سهل البقاع بين سوريا وإسرائيل ونتج عنها إسقاط 82 طائرة سورية مقابل صفر طائرة إسرائيلية.
- عُدَّ الهجوم الإيراني على إسرائيل عام 2024، بأنه أكبر الهجمات الجوية بالطائرات المسيرة في التاريخ.

## الاستخدامات
- الاستطلاع.
- المراقبة اللحظية لأرض المعركة حيث تعطى صوراً فردية تمكن القائد من اتخاذ القرار المناسب.
- الحرب الإلكترونية سواء الإيجابية أو السلبية.
- مستودعات الإعاقة السلبية (chaff) أو صواريخ نشر الرقائق.
- مستودعات الإعاقة المزودة بالمشاعل الحرارية.
- مستودعات الإعاقة الإيجابية للتشويش على محطات الصواريخ والدفاع الجوي.
- كشف الأهداف:
  - بالنسبة لنيران المدفعية والكشف القصفي المدفعي في عمق الدفاعات وكشف نسبة الإصابة.
  - إعادة البث: بالنسبة لمحطات الإرسال.
  - أرصاد: في كشف درجة الحرارة والرياح والأعاصير.. الخ.
  - كما يمكن استخدامه كصاروخ موجه انتحاري في حالة فشل مهمته أو انتهاؤها أو وجود هدف حيوي لتدميره.
  - إنذار مبكر: تطلق من طائرات إي 2 هاوكي الطراز (E2C) في المناطق التي لا تستطيع طائرات أي 2 هاوكي كشفها وأيضاً يمكن استخدامها من طائرات الإف - 16، والإف - 15 وغيرهم.
- اكتشاف كوكب المريخ

نحتاج إلى نصف مليون وحدة لاكتشاف المريخ 144 مليون كم وبالنسبة لطريقة الإرسال للمعلومات من الأرض للأقمار الصناعية ومن الأقمار للطائرة والعكس.
وقد تساءل العلماء بالنسبة لطريقة الإطلاق وأفضل الخطط المقترحة هي كبسولة تنطلق منها مظلة فتنفرد إلى شكل الطائرة ثم طيران حر وسوف يُسْتَخْدَم فيها أشعة تحت الحمراء لكشف المريخ وسوف تبدأ أول التجارب 23 ديسمبر 2003 احتفالاً بمرور 100 سنة على الإخوان رايت.
- اكتشاف الأعاصير:

تقوم وكالة Noaa لعلوم الأرصاد لتقليل المخاطر عن طريق اتصالها بالأقمار الصناعية وتقوم بقياس سرعة الرياح والحرارة كل نصف ثانية.
- شرطة طائرات دون طيار:

تقوم روسيا في إطار اجتماع دول الثماني باستخدام طائرات دون طيار لتأمين هذه القمة ومراقبتها بكاميرات خاصة وتعد هذه الأولى من نوعها ومن المقترح إذا نجحت تلك التجربة سوف يتم محاولة تعميمها في روسيا.
- إطفاء النيران:

تستخدم الطائرات دون طيار في مكافحة النيران بحيث يحدد لها القمر الصناعي الإحداثيات تُوَجَّه لإطفاء الحريق وتحدد هذه وتقلل المخاطر التي يمكن أن يتعرض لها الطيار.

## أنواع الطائرات دون طيار
من حيث القيادة يوجد نوعان من الطائرات دون طيار:
- الطائرات المتحكم فيها عن بعد: حيث يقع التحكم في الطائرة عن بعد مثل البريداتور.
- الطائرات ذات التحكم الذاتي: حيث تستعمل مثلا باراديغمات الذكاء الاصطناعي كالشبكات العصبونية مثل الإكس 45 لشركة بوينغ ويتمتع هذا النوع بذاتية أكبر في إتخاذ القرارات ومعالجة البيانات.

كما يمكن تقسيم هذه الطائرات حسب المهمات التي تقوم بها فمنها العسكرية المتخصصة في المراقبة وهي الجزء الأكبر من هذه الطائرات ومنها المقاتلة ومنها ما يمكن استعمالها للغرضين. وهي طائرات تكون في العادة أصغر حجما من الطائرات العادية وهي تعتمد طرق طيران ودفع مختلفة فمنها ما يطير بأسلوب المنطاد ومنها ما هو نفاث ومنها ما يدفع عن طريق مراوح.
لطائرات المراقبة من هذا النوع مهام كثيرة منها:-
- اكتشاف الأهداف الجوية، على جميع الارتفاعات، وإنذار القوات.
- قيادة وتوجيه عمليات المقاتلات الاعتراضية.
- توفير المعلومات اللازمة لتوجيه الصواريخ أرض / جو.
- متابعة وتوجيه القاذفات والطائرات المعاونة.
- عمليات الإنقاذ.
- الاستطلاع البحري.
- توفير المعلومات لمراكز العمليات والقوات البرية.
- تنظيم التحركات الجوية.

## المواصفات العامة

### نظم الإطلاق
عربة، قاذف هوائي، قاذف صاروخي

### نظم الاستعادة
الموجة، الشبكة، المظلة، الخطاف مع الوسادة.

### أنظمة الملاحة
نظام دوبلير (Doubler)، أو أوميغا.

## نظرة اقتصادية

### من حيث سعر الطائرة
سعر الطائرة إف - 4 فانتوم الثانية 6 مليون دولار سنة 1962، وتكلفة الطائرة إف - 15 إيغل 25 مليون دولار سنة 1974. بمقارنة بسيطة يقدر ثمن 1000 طائرة دون طيار بثمن طائرة إف - 15 إيغل.

### من حيث استهلاك الوقود
بمقارنة استهلاك الوقود فوقود 200 رحلة بطائرة دون طيار يساوي رحلة واحدة بطائرة إف - 4 فانتوم الثانية لنفس المسافة ولتؤدي نفس المهمة.

### من حيث تكلفة التدريب
يتكلف تدريب الطيار لاستخدام طائرة عادية تكلفة باهظة فمثلًا يتكلف تدريب الطيار على الطائرة تورنادو 3 مليون جنيه إسترليني. أما بالنسبة للطائرات دون طيار فلا تحتاج لهذا الثمن الباهظ، كما تتطلب 3 أشهر فقط ليصبح المتدرب محترفاً عليها.

## الدول المنتجة
- في عام 2000 كانت الولايات المتحدة الأمريكية تحتكر صناعة وتطوير الطائرات دون طيار.
- تطور الأمر فصارت الطائرات دون طيار لا ينتجها إلا ثلاث دول هي أمريكا وبريطانيا وإسرائيل.
- في عام 2005 وإثر رسالة ماجستير في جامعة أمريكية تمكن شاب تركي يدعى سلجوق بيرقدار نجح في إقناع المسؤولين الأتراك بفكرة صناعة الطائرات المحلية.
- في عام 2010 وفي استعراض هوائي قررت الصين مفاجأة العالم بالكشف عن 25 موديل جديد من الطائرات دون طيار.
- في عام 2011 تم تقدير البرامج البحثية لتطوير الطائرات دون طيار والتي تقوم عليها الحكومات أو الشركات أو المعاهد البحثية في العالم ب680 برنامج بحثي.
- في عام 2012 أظهر تقرير الكونغرس يقول أن هناك ما يقرب من 76 دولة تعمل على تطوير وتصنيع 900 نظام من نظم الطائرات دون طيار، وأن العدد قفز من 41 دولة تمتلك طائرات دون طيار في 2005 إلى 76 دولة في 2011 وسبب هذا الإقبال هو النجاح الذي أظهرته الطائرات خلال حرب أمريكا على العراق وأفغانستان، فقررت الدول الاستثمار في هذا النوع من الطائرات للمنافسة العسكرية والاقتصادية، من هذه الدول مصر وتونس والجزائر وسوريا والإمارات العربية المتحدة والسعودية وإيران.[19]
- تعمل السويد وإسبانيا واليونان وإيطاليا وسويسرا وفرنسا على برنامج بحثي مشترك لصناعة طائرة حربية دون طيار عالية التقنية.
- صمم مجموعة من الباحثين في جامعة وهران أول نموذج لطائرة دون طيار جزائرية 100%، وهذا كرد فعل على رفض الولايات المتحدة بيع الجزائر هذا النوع من الطائرات.
- أصبح الآن شراء طيارة صغيرة دون طيار ممكنا من خلال موقع أمازون بمبلغ 250 دولار.